# La signora di Wall Street
La signora di Wall Street (High Finance Woman) è un film erotico diretto da Joe D'Amato.

## Trama
Brenda, spregiudicata donna d'affari che sfrutta la propria femminilità per ottenere informazioni strettamente riservate in ambito finanziario utilizzandole a proprio vantaggio, intrattiene relazioni sentimentali parallele con un uomo ben più anziano di lei e il figlio di costui, Alex.